# Alexander Nikolajewitsch Borschtschenko
Alexander Nikolajewitsch Borschtschenko (russisch Александр Николаевич Борщенко, engl. Transkription Aleksandr Borshchenko; * 8. Juni 1982) ist ein ehemaliger russischer Leichtathlet, der im Sprint und Hürdenlauf an den Start ging und sich auf die 400-Meter-Distanz spezialisiert hat.

## Sportliche Laufbahn
Erste internationale Erfahrungen sammelte Alexander Borschtschenko bei den 1999 erstmals ausgetragenen Jugendweltmeisterschaften in Bydgoszcz, bei denen er in 52,34 s den sechsten Platz im 400-Meter-Hürdenlauf belegte. 2003 belegte er bei den U23-Europameisterschaften in Bydgoszcz in 50,09 s den fünften Platz im Hürdenlauf und gewann mit der russischen 4-mal-400-Meter-Staffel in 3:04,18 min die Bronzemedaille hinter den Teams aus Polen und Deutschland. 2005 gewann er mit der Staffel bei den Halleneuropameisterschaften in Madrid in 3:09,63 min gemeinsam mit Andrei Polukejew, Alexander Ussow und Dmitri Forschew die Bronzemedaille hinter den Teams aus Frankreich und dem Vereinigten Königreich. Im August gewann er dann bei der Sommer-Universiade in Izmir in 3:03,33 min die Bronzemedaille hinter den Teams aus Polen und Japan. 2007 beendete er dann seine aktive sportliche Karriere im Alter von 25 Jahren.

## Persönliche Bestleistungen
- 400 Meter: 47,01 s, 23. Juli 2005 in Tula
  - 400 Meter (Halle): 46,96 s, 17. Februar 2004 in Moskau
- 400 m Hürden: 49,99 s, 28. Juni 2004 in Chania